# Левконико
Левко̀нико (на гръцки: Λευκόνοικο; на турски: Lefkonuk) е село в Кипър, окръг Фамагуста. Според статистическата служба на Северен Кипър през 2011 г. селото има 1253 жители.
Де факто е под контрола на непризнатата Севернокипърска турска република.